# Skruven
Skruven är en sjö i Eksjö kommun i Småland och ingår i Emåns huvudavrinningsområde. Sjön har en area på 0,0879 kvadratkilometer och ligger 120,2 meter över havet.

## Delavrinningsområde
Skruven ingår i det delavrinningsområde (638975-148794) som SMHI kallar för Mynnar i Åsjön (södra). Medelhöjden är 162 meter över havet och ytan är 9,71 kvadratkilometer. Räknas de 4 delavrinningsområdena uppströms in blir den ackumulerade arean 118,37 kvadratkilometer. Silverån som avvattnar avrinningsområdet har biflödesordning 3, vilket innebär att vattnet flödar genom totalt 3 vattendrag innan det når havet efter 137 kilometer. Delavrinningsområdet består mestadels av skog (77 %). Avrinningsområdet har 0,44 kvadratkilometer vattenytor vilket ger det en sjöprocent på 4,5 %. Bebyggelsen i området täcker en yta av 0,26 kvadratkilometer eller 3 % av avrinningsområdet.